# Wenzhou Rail Transit
Wenzhou Rail Transit, auch WZ-Metro genannt, ist die U-Bahn der chinesischen Stadt Wenzhou in der Provinz Zhejiang. Mit großen Stationsabständen, hohen Geschwindigkeiten sowie der Stromversorgung durch eine Wechselstrom-Oberleitung mit einer Spannung von 25 Kilovolt und einer Frequenz von 50 Hz weist das normalspurige System Merkmale einer Eisenbahn auf, weist aber keine Gleisverbindung zum nationalen Eisenbahnnetz auf. 

## Linie S1
Die Linie S1 (Kennfarbe Blau) führt von Westen nach Osten und verbindet den Südbahnhof mit dem Bahnhof Wenzhou und dem Flughafen. Die Strecke wurde in zwei Abschnitten im Januar und September 2019 eröffnet, ist zum Großteil aufgeständert und erlaubt eine Höchstgeschwindigkeit von 120 km/h. Sie ist 53,5 Kilometer lang und hat 18 Stationen.

## Linie S2
Am 26. August 2023 wurde die Linie S2 (Kennfarbe Rot) eröffnet. Sie verläuft auf meist oberirdischer Trasse parallel zur Küste, ist 63 Kilometer lang, hat 20 Stationen und erlaubt eine Höchstgeschwindigkeit von 140 km/h. Es gibt Expresszüge, die nur an neun Stationen halten, darunter den beiden Umsteigepunkten zur S1.

## Fahrzeuge
Es werden Vierwagenzüge des Typs D von CRRC eingesetzt.

## Galerie

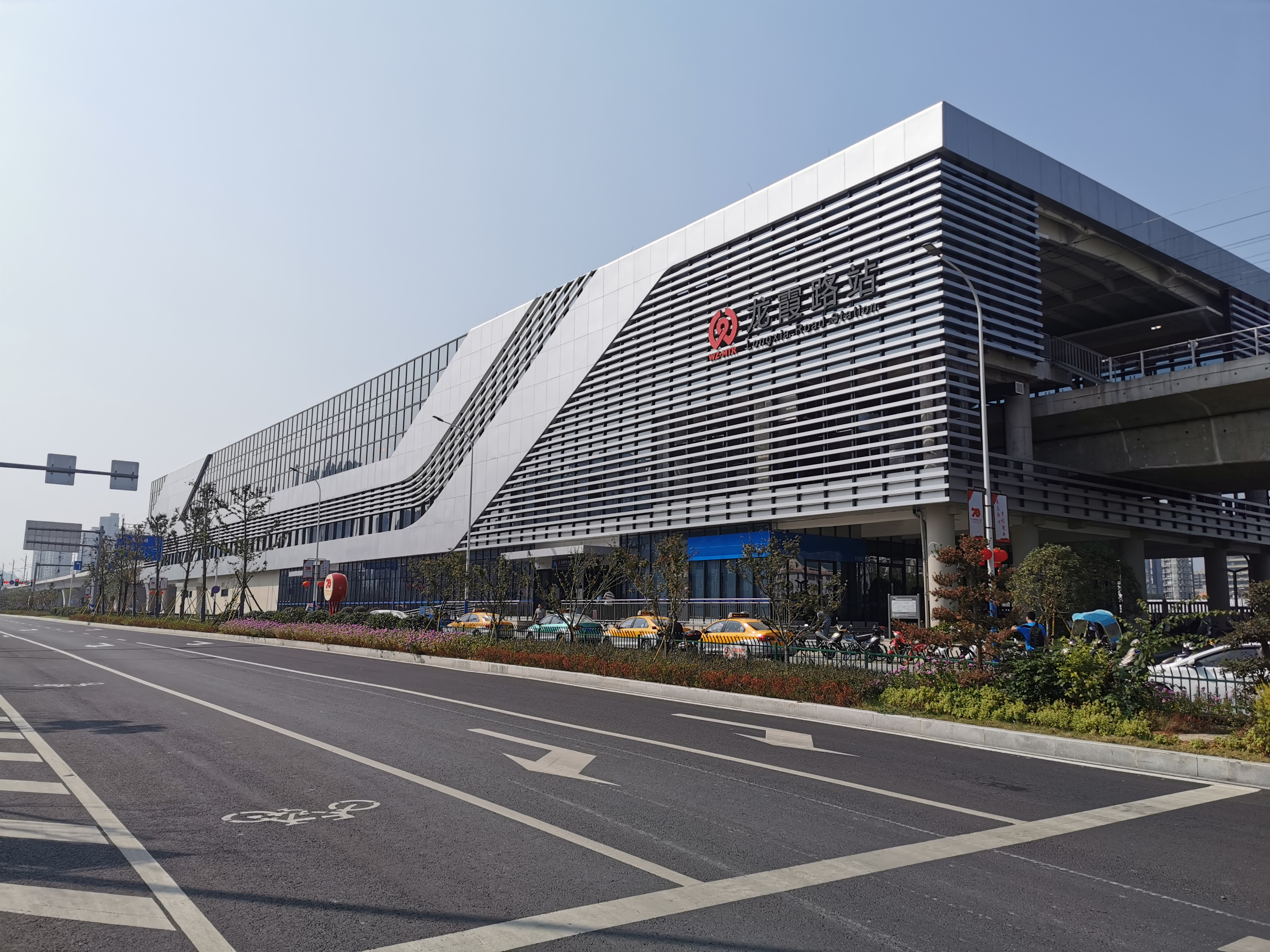
Hochstation an der Longxia Road
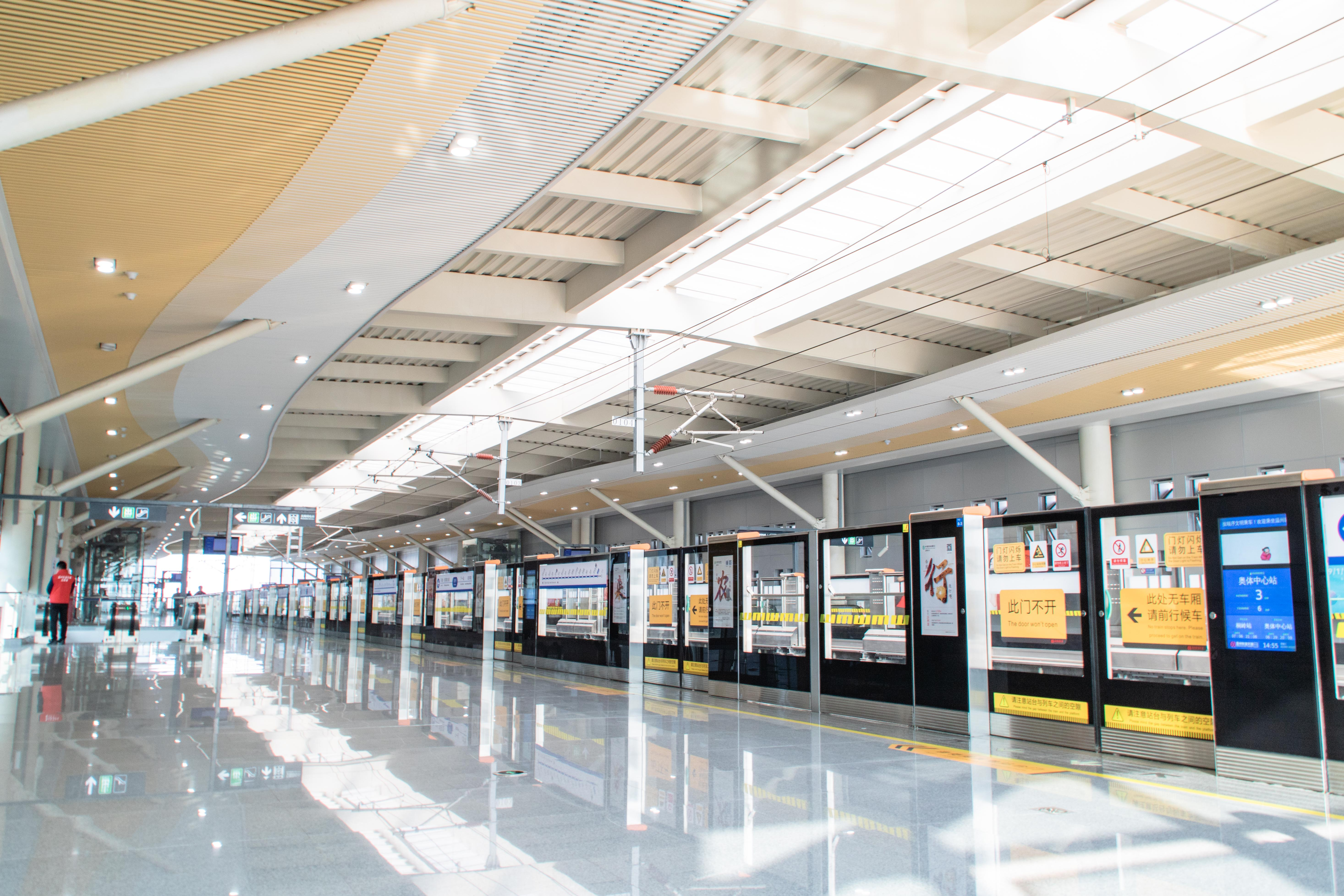
Station Xinqiao
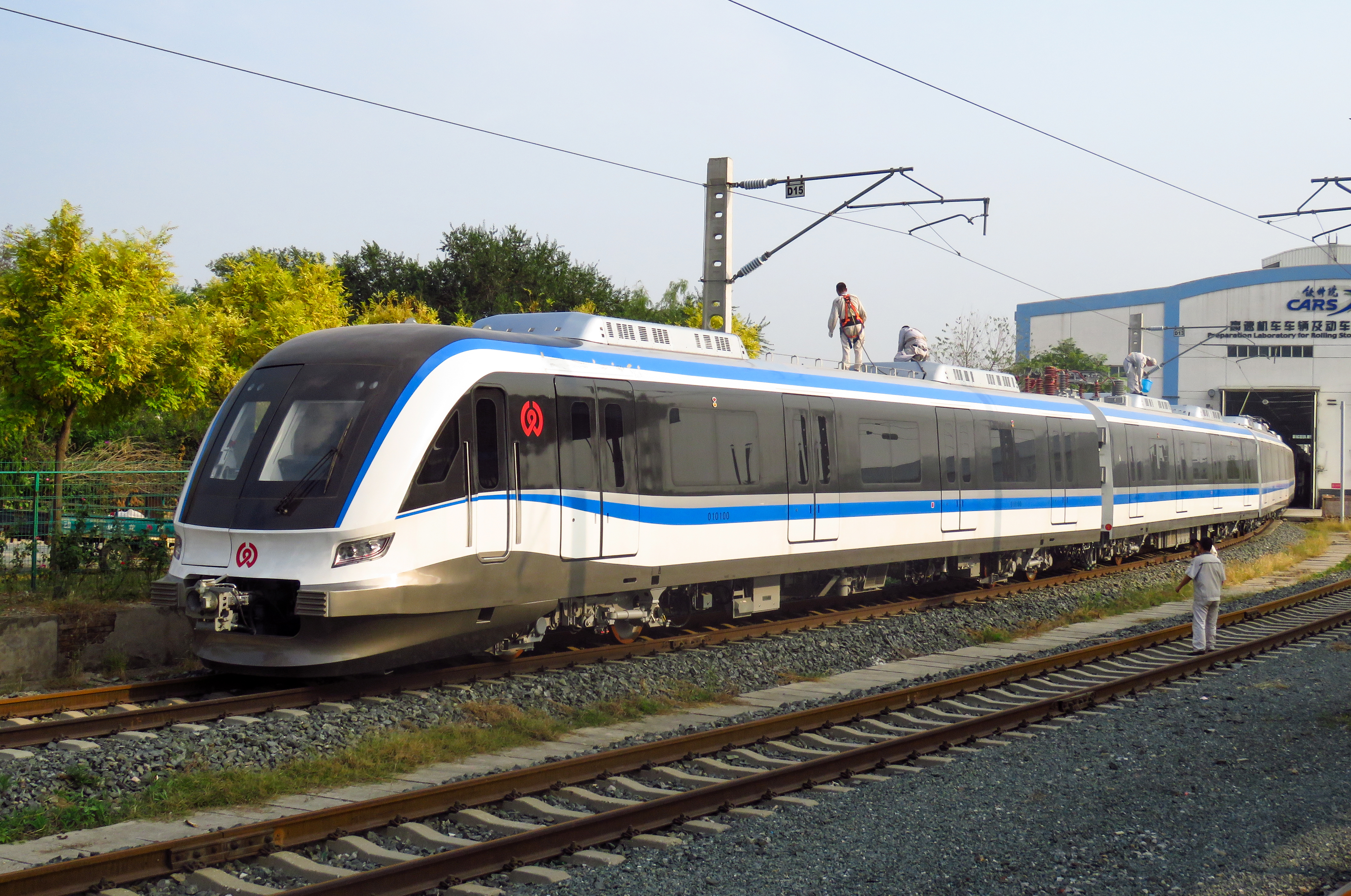
Vierwagenzug des Typs D